# ナベ (ベーシスト)
ナベ（生年月日不明 - 1992年4月8日）は、日本のベーシスト。JAGATARAやTOMATOSなどで活動していた。JAGATARAの創成期からのオリジナル・メンバー。

## 略歴
岐阜県出身。EBBYの証言によると、ナベは江戸アケミと同世代（1950年代生まれ）との事である。
1979年、川辺徳行（ドラムス）の誘いで「江戸&じゃがたら」に結成二度目のライブから加入。ナベの提案で、バンド名を「エド&じゃがたらお春」に改名（以後、「財団呆人じゃがたらお春」「財団法人じゃがたら」「暗黒大陸じゃがたら」「じゃがたら」「JAGATARA」などと変化）。JAGATARA加入前は、京都で箱バンの活動をしていた。JAGATARAでは、創成期から解散までほぼ全期間に亘って参加していた数少ないメンバーである。また、1985年にはEBBYとともにTOMATOSに加入。
JAGATARA解散後はイモンズを結成するが、1992年4月8日に急性肺炎で死去。38歳の若さであった。

## ディスコグラフィー
※メンバーとしての参加作品
- JAGATARAの全作品
- NAHKI & TOMATOS「Do What You Want」 7"EP（1987年）
- TOMATOS「Rock-A-Blue Beat」 12"EP/CD（1987年）
- オムニバス「SOUP UP Vol.3」 CD（1990年）＊イモンズを1曲収録、S-KENプロデュース

※ゲストとしての参加作品
- 連続射殺魔 「Pimp Mobel」 12"EP（1983年）＊ヴォーカルと作詞で参加